# International Institute for Strategic Studies

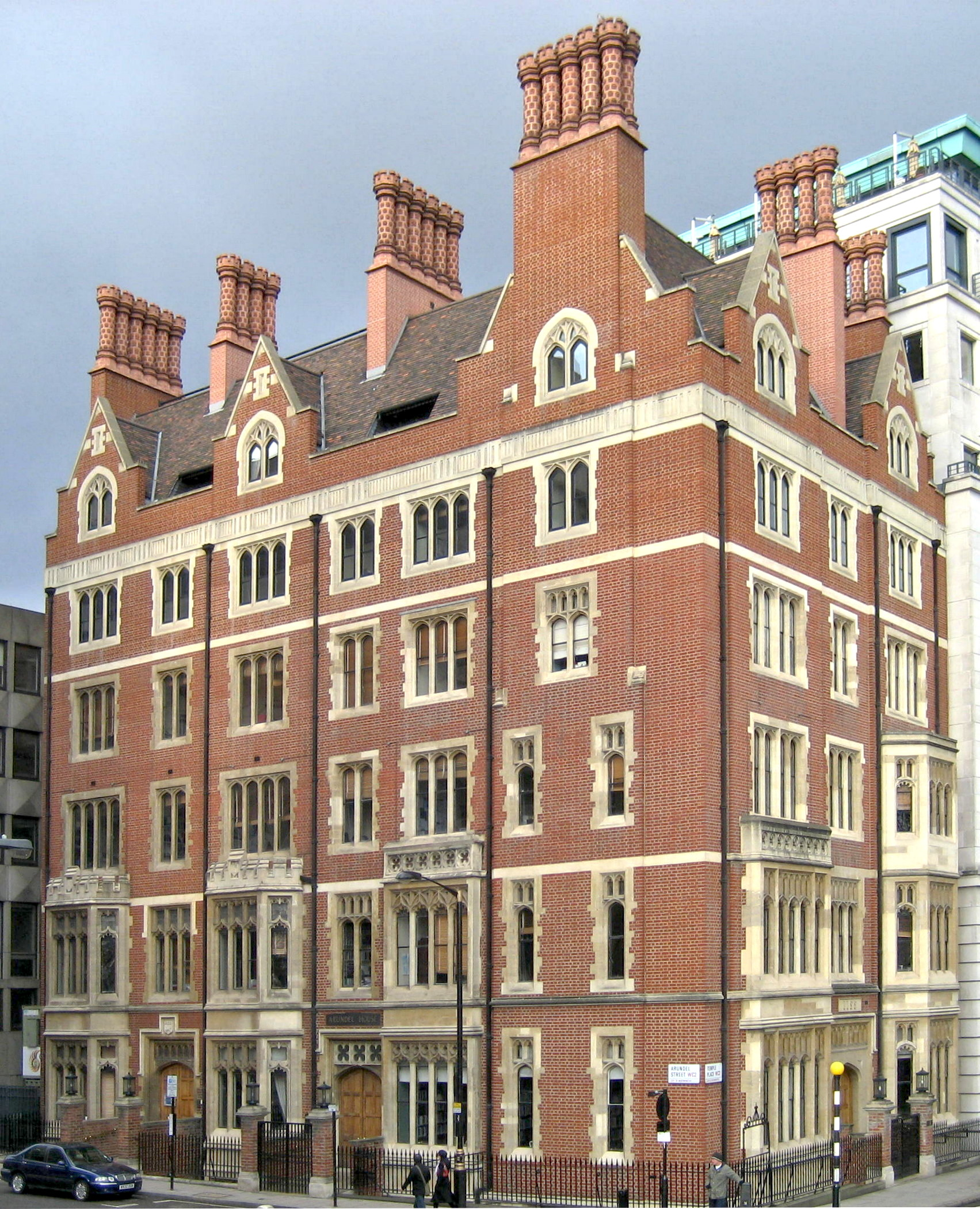
Arundel House, Hauptsitz des IISS seit 1997

Das International Institute for Strategic Studies (IISS) (deutsch Internationales Institut für strategische Studien) ist eine 1958 gegründete britische Denkfabrik für Militärpolitik, Internationale Beziehungen und Strategische Studien.

## Standorte und Veranstaltungen
Der Hauptsitz befindet sich seit 1997 im Arundel House in London. Niederlassungen gibt es in Washington, D.C. (USA), Singapur und Bahrain. In Washington, D.C., USA (IISS-US), Singapur (IISS-Asia) und Manama, Bahrain (IISS-Middle East) gibt es regionale Niederlassungen. Mit dem IISS Asia Security Summit: The Shangri-La Dialogue ist das Institut Veranstalter einer Sicherheitskonferenz im asiatisch-pazifischen Raum, an der unter anderem Deutschland beteiligt ist. Zudem veranstaltet das Institut mit dem IISS Manama Dialogue die bedeutendste Sicherheitskonferenz im Nahen- und Mittleren Osten.

## Publikationen
Seit 1958 veröffentlicht das IISS jährlich die Publikation The Military Balance, eine detaillierte Übersicht über das weltweite Militärpotential. Sie wurde in den Jahren 1979 bis 1986 – zu Zeiten des sogenannten „Zweiten Kalten Krieges“ – vom Bernard & Graefe Verlag in einer deutschen Übersetzung angeboten. In den Jahresberichten des Instituts wird die militärische Stärke fast aller Länder bewertet. Außerdem enthält sie eine Auflistung der aktuellen bewaffneten Konflikte in der Welt.
Das IISS veröffentlicht Survival, eine vierteljährlich erscheinende Zeitschrift zu internationalen Angelegenheiten.

## Leiter
- Alastair Buchan (1958–1969)
- François Duchêne (1969–1974)
- Christoph Bertram (1974–1982)
- Robert O’Neill (1982–1987)
- François Heisbourg (1987–1992)
- Bo Huldt (1992–1993)
- John Chipman (1993–2023)[4][5][6]
- Bastian Giegerich (2023-heute)[4][7][6]